# Смољанска област
Смољанска област (буг. Област Смолян) се налази у јужном делу Бугарске. Ова област заузима површину од 3,193 km² и има 140.066 становника. Административни центар Смољанске области је град Смољан.

## Списак насељених места у Смољанској области
Градови су подебљани

### Општина Баните
Галабово,
Босилково,
Вишнево,
Валчан Дол,
Глогино,
Давидково,
Две Тополи,
Дебељаново,
Дрјанка,
Загражден,
Крстатица,
Баните,
Малка Арда,
Малко Крушево,
Орјаховец,
Планинско,
Рибен Дол,
Сливка,
Стрница
Траве

### Општина Борино
Борино,
Бујново,
Кожари,
Чала,
Јагодина

### Општина Девин
Беден,
Брезе,
Водни Пад,
Грохотно,
Гјоврен,
Девин,
Жребево,
Кестен,
Љасково,
Михалково,
Осиково,
Селча,
Стоманево,
Тешел,
Триград,
Чуруково

### Општина Доспат
Барутин,
Брштен,
Доспат,
Змеица,
Касак,
Љубча,
Црнча,
Чавдар 

### Општина Златоград
Аламовци,
Долен,
Ерма река,
Златоград,
Кушла,
Пресока,
Старцево,
Страшимир,
Фабрика,
Цацаровци

### Општина Мадан
Арпаџик,
Борика,
Бориново,
Боровина,
Букова Пољана,
Буково,
Вехтино,
Високите,
Вранинци,
Врба,
Врбина,
Вргов Дол,
Габрина,
Галиште,
Дирало,
Долие,
Касапско,
Кориите,
Крајна,
Крушев Дол,
Купен,
Леска,
Лештак,
Ливаде,
Ловци,
Мадан,
Миле,
Митовска,
Маглишта,
Петров Дол,
Печинска,
Планинци,
Равнил,
Равништа,
Равно Нивиште,
Рустан,
Средногорци,
Стајчин Дол,
Студена,
Танкото,
Уручовци,
Цирка,
Чурка,
Шаренска

### Општина Неделино
Бурево,
Врли Дол,
Врлино,
Грнати,
Диманово,
Дуња,
Изгрев,
Козарка,
Кочани,
Кундево,
Еленка,
Крајна,
Неделино,
Оградна,
Средец,
Танка Бара

### Општина Рудозем
Боево,
Борие,
Брчево,
Бјала Река,
Витина,
Војкова Лака,
Грамаде,
Добрева Череша,
Дабова,
Елховец,
Иваново,
Кокорци,
Коритата,
Мочуре,
Оглед,
Пловдивци,
Пољана,
Равнината,
Рибница,
Рудозем,
Сопотот,
Чепинци

### Општина Смољан
Арда,
Алиговска,
Горна Арда,
Баблон,
Букаците,
Белев Дол,
Биљанска,
Бориково,
Бостина,
Буката,
Виево,
Влахово,
Валчан,
Врбово,
Габрица,
Гела,
Гоздевица,
Горово,
Градат,
Гудевица,
Димово,
Дунево,
Еленска,
Ељово,
Заевите,
Змиево,
Чучур,
Исјовци,
Катранци,
Киселчево,
Кокорково,
Кошница,
Кремене,
Кукувица,
Кутела,
Левочево,
Липец,
Лака,
Љулка,
Љаска,
Милково,
Могилица,
Мочуре,
Момчиловци,
Мугла,
Надарци,
Орешица,
Остри Пазлак,
Петково,
Пештера,
Писаница,
Подвис,
Полковник Серафимово,
Попрелка,
Потока,
Река,
Речани,
Ровина,
Селиште,
Селишта,
Сивино,
Славејно,
Смиљан,
Смољан,
Соколовци,
Солишта,
Средок,
Стикал,
Стојките,
Стража,
Студена,
Сарнино,
Тикале,
Требиште,
Турјан,
Таран,
Ухловица,
Фатово,
Хасовица,
Чамла,
Чеплетен,
Черешките,
Черешово,
Черешовска Река,
Чокманово,
Чучур,
Широка Лака

### Општина Чепеларе
Богутево,
Дрјановец,
Забрдо,
Зорница,
Лилеково,
Малево,
Орехово,
Острица,
Павелско,
Пампорово,
Проглед,
Студенец,
Хвојна,
Чепеларе